# اولان (نیویورک)
اولان (به انگلیسی: Olean) شهری در شهرستان کاتاراگوس ایالت نیویورک است که در سرشماری سال ۲۰۱۰ میلادی، ۱۵۳۴۷ نفر جمعیت داشته است. اولان، به‌طور رسمی در تاریخ ۱۸۵۴ میلادی به‌عنوان یک شهر شناخته شد.